# 杜珠
杜珠（?—?），是后赵武帝石虎的第二任皇后（第四任嫡妻）。
杜珠和郑樱桃一样是出身卑微的家妓，她的主人是晋将王浚。后赵平幽州时，杜珠成了女战俘，被石勒赐给侄子石虎为妾，封为才人。杜珠貌美而性情恭顺，得宠仅亚于嫡夫人郑樱桃。石虎称天王，又封她做昭仪。她和石虎生了河间公石宣，很可能还生了秦公石韜。建武三年（337年）七月，石虎的第一个太子石邃企图弑父篡位，被石虎杀死，石宣被立为新的太子。石邃的母亲皇后鄭櫻桃被废为东海太妃，杜珠就被立为天王皇后。建武十三年（347年）石虎亲自耕田，杜珠也于近郊亲蚕。
建武十四年（348年）八月，石韜觊觎储位，被石宣杀死。石虎假称杜珠伤心过度病危，将石宣骗进皇宫，用斩手足、抽肠、生烤等手法将石宣残忍地虐杀，并处死石宣全家，废黜杜皇后为庶人。失去两个儿子的杜珠从此去向不明。史书没有记载杜珠何时离世。